# Christina Thurner

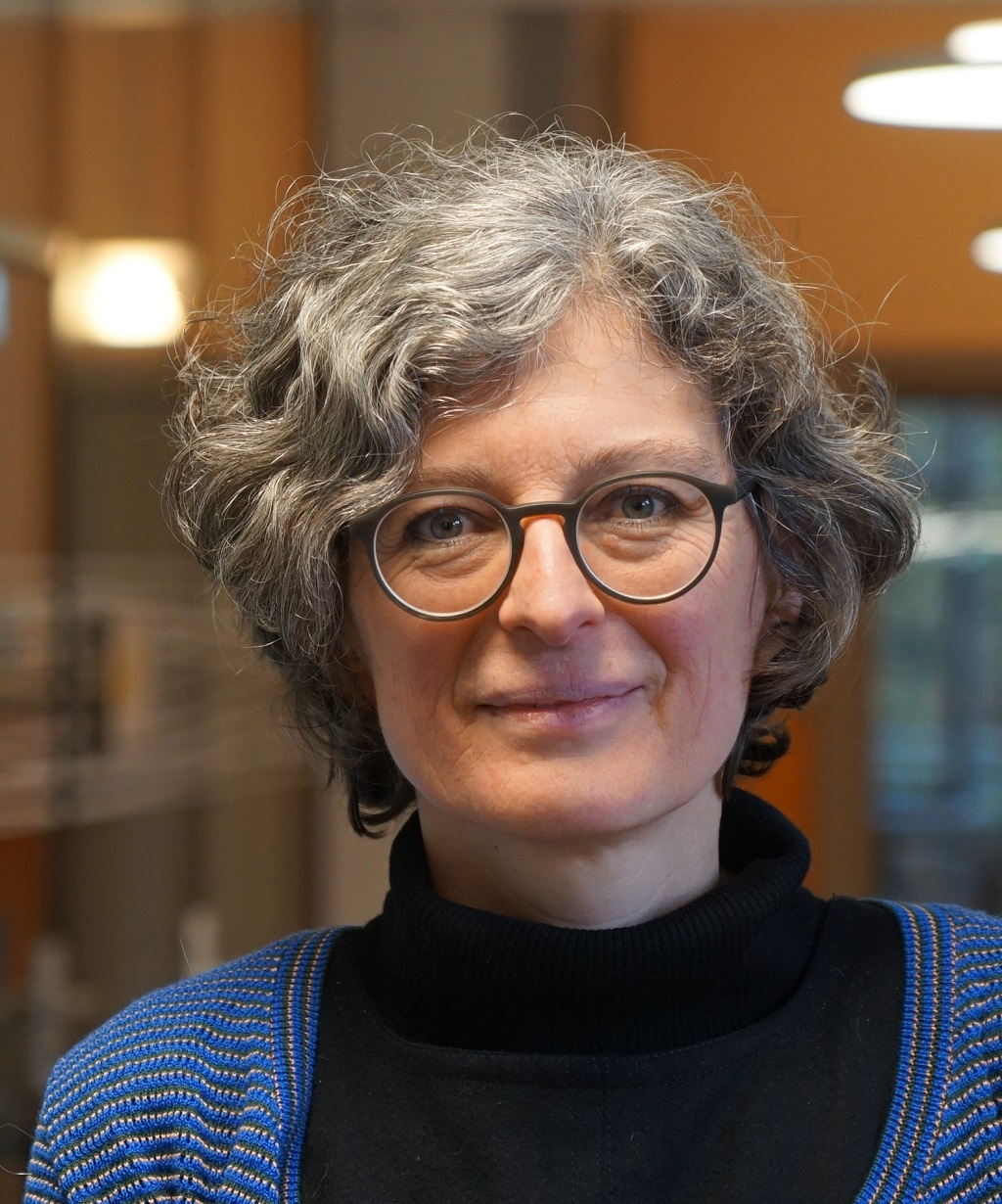
Christina Thurner, 2025

Christina Thurner (* 1971) ist eine Schweizer Hochschullehrerin für Tanzwissenschaft an der Universität Bern sowie stellvertretende Geschäftsführende Direktorin des Instituts für Theaterwissenschaft (ITW).

## Ausbildung und Wirken
Christina Thurner studierte Germanistik, Pädagogik und Geschichte an der Universität Zürich mit einem Erasmusstipendium an der Freien Universität Berlin. Sie wurde 2001 promoviert und habilitierte 2008 an der Universität Basel. Thurner arbeitete von 1997 bis 2006 als wissenschaftliche Assistentin mit Lehrauftrag am Deutschen Seminar der Universität Basel und leitete anschliessend das SNF-Projekt «Sprechende Körper – Bewegte Seelen». Am ITW der Universität Bern sowie an der Hochschule für Gestaltung und Kunst (HGK Basel) lehrte sie und betreute den Nachdiplomstudiengang «TanzKultur». Als Tanzjournalistin schrieb sie vor allem für die Neue Zürcher Zeitung.
Am Berner ITW wurde Thurner 2007 Assistenz-, 2011 Assoziierte und 2020 Ausserordentliche Professorin mit Schwerpunkt Tanzwissenschaft. Sie hatte internationale Gastdozenturen inne. Seit November 2024 leitet sie das auf vier Jahre angelegte SNF-Projekt «Soziale Choreografien».
Thurner ist Mitglied des Stiftungsrates der Stiftung SAPA, Schweizer Archiv der Darstellenden Künste und der UniBE Forschungsstiftung, bei letzterer ist sie zudem Fachreferentin und Vorstandsmitglied. Sie leitete mehrere SNF-Projekte, unter ihnen zuletzt «Auto_Bio_Grafie als Performance». Für das Doktoratsprogramms Interdisciplinary Cultural Studies (ICS) an der Graduate School of the Arts and Humanities (GSAH) am Walter Benjamin Kolleg der Universität Bern war sie verantwortlich. Thurner war Vorsitzende der Programmleitung des Weiterbildungsstudiengangs MAS Dance / Performing Arts, Mitglied im Lenkungsausschuss der Graduate School of the Arts (GSA) und der Forschungs- und Nachwuchskommission sowie im Promotionsausschuss der Philosophisch-Historischen-Fakultät an der Universität Bern. Sie war Jurorin der Schweizer Tanzpreise sowie für den «Fonds Tanzerbe» der deutschen Kulturstiftung des Bundes. Sie sass im Forschungsbeirat IPF der Zürcher Hochschule der Künste (ZHdK) und war Stiftungsrätin der Abteilung Theater und Tanz von Pro Helvetia.

## Schriften
Als Autorin:
- Der andere Ort des Erzählens. Exil und Utopie in der Literatur deutscher Emigrantinnen und Emigranten 1933–1945 (Dissertation). Böhlau, Köln 2003. ISBN 978-3-412-13202-6.
- Beredte Körper – bewegte Seelen. Zum Diskurs der doppelten Bewegung in Tanztexten (Habilitation). Transcript, Bielefeld 2009. ISBN 978-3-8376-1066-6.
- Tanzkritik. Materialien (1997–2014). Chronos, Zürich 2015. ISBN 978-3-0340-1284-3.
- Rhythmen in Bewegung. Äußere, eigene und verkörperte Zeitlichkeit im künstlerischen Tanz. Wehrhahn, Hannover 2017. ISBN 978-3-86525-562-4.
- Erinnerungen tanzen. Autobiografien als Quellen der Tanzhistoriografie. Transcript, Bielefeld 2024. ISBN 978-3-8376-7564-1.

Als Herausgeberin:
- mit Julia Wehren: Original und Revival. Geschichts-Schreibung im Tanz. Chronos, Zürich 2010. ISBN 978-3-03-401009-2.
- mit Daria Gusberti, Julia Wehren: Berner Almanach Tanz. Bern 2012.
- Anne Davier, Annie Suquet: Zeitgenössischer Tanz in der Schweiz, 1960–2010. Zu den Anfängen einer Geschichte. Chronos, Zürich 2021. ISBN 978-3-0340-1591-2.
- mit Beate Hochholdinger Reiterer, Julia Wehren: Theater und Tanz. Handbuch für Wissenschaft und Studium. Nomos, Baden-Baden 2023. ISBN 978-3-7489-2855-3.

Weitere Veröffentlichungen:
- Wissenschaftliche Aufsätze, Essays, Rezensionen…; siehe: Liste der Publikationen von Christina Thurner.[2]

## Belege
1. 1 2 3  theaterwissenschaft.unibe.ch: Prof. Dr. Christina Thurner. Abgerufen am 3. März 2025.
2. ↑  Publikationsliste. (PDF; 0,2 MB)

| Personendaten    | Personendaten                                                               |
| ---------------- | --------------------------------------------------------------------------- |
| NAME             | Thurner, Christina                                                          |
| KURZBESCHREIBUNG | schweizerische Hochschullehrerin sowie Tanz- und Literaturwissenschaftlerin |
| GEBURTSDATUM     | 1971                                                                        |